# Онг Тен Чеонг
Онг Тен Чеонг (кит. трад. 王鼎昌; 22 января 1936, Сингапур — 8 февраля 2002, Сингапур) — сингапурский государственный, политический и профсоюзный деятель, бизнесмен, архитектор. 5-й Президент города-государства Сингапур с 2 сентября 1993 по 1 сентября 1999 года.

## Биография
Родился в китайской семье среднего класса. В 1955 году окончил с отличием Китайскую высшую школу (ныне отделение Высшей школы института Хва Чунг), затем Аделаидский университет. Архитектор по специальности. В 1961 году получил степень бакалавра.
Работал по специальности сначала в Австралии, затем — в Сингапуре,
В 1965 году получил гранд от Плана Коломбо для продолжения обучения в Ливерпульском университете и в 1967 году получил там степень магистра градостроительства. В 1971—1975 годах трудился в органах государственного управления. Позже занялся собственным бизнесом, создал вместе с женой фирму Ong & Ong Architects.
Политическая карьера Онга началась в возрасте 21 года. Активист партии Народное действие, по спискам которой, начиная с 1972 года, в течение 21 года непрерывно избирался депутатом парламента, побеждая на выборах в 1972, 1976, 1980, 1984 и 1988 годах.. С 1975 года занимал пост государственного секретаря в Министерстве связи.
В 1980—1983 годах — министр связи и общественных работ, с 1983 года — министр без портфеля. В 1983 году был избран Генеральным секретарём Организации Национального конгресса профсоюзов (НКП).
В 1985—1990 годах занимал пост вице-премьер-министра в правительстве Ли Куан Ю, а с 1990 по 1993 год был вице-премьер-министром в правительстве Го Чок Тонг.
2 сентября 1993 года занял кресло президента Республики Сингапур, став при этом первым президентом Сингапура, избранным на первых прямых президентских выборах.
В 1999 году не баллотироваться на второй президентский срок из-за смерти жены. В кресле президента Республики Сингапур его сменил Селлапан Раманатан.
Умер в 2002 году от онкологического заболевания (лимфомы).

## Семья
В 1963 году женился на Линг Сию Мэй (1937—1999), с которой имел двух сыновей, Цзе Гуана и Цзе Буна.

## Награды
- Рыцарь Великого Креста Ордена Святого Михаила и Святого Георгия.

## Память
- Одна из кафедр Национального университета Сингапура назван в честь Онг Тен Чеонга[4].
- Сингапурский институт трудовых исследований, открытый в 1990 году, в марте 2002 года был переименован в Институт трудовых исследований им. Онг Тен Чеонга. Его нынешнее название — Институт лейбористов Онг Тен Чеонга[5].
- В августе 2017 года одна из вершин горного хребта, расположенного в юго-восточном Казахстане вблизи киргизской границы, был назван пиком Онг Тен Чеонга[6].